# Smaranda Gheorghiu
Smaranda Gheorghiu (n. 5 octombrie 1857, Târgoviște, Țara Românească - d. 26 ianuarie 1944, București, Regatul României) a fost o scriitoare și publicistă română, militantă activă în mișcarea feministă a epocii, membră a mai multor societăți culturale, considerată educatoare a poporului. Este cunoscută și sub numele de Maica Smara, poreclă primită de la Veronica Micle.

## Biografie
Smaranda Gheorghiu, nepoată a lui Grigore Alexandrescu, prin ascendenții din partea mamei, a fost o descendentă a familiilor boierești Andronescu și Vlădescu. Părinții săi au fost Pitarul Nita (Ion) Andronescu (1821-1894) și Alexandrina Andronescu născută Vladescu, ambii din Târgoviște. Aceștia au avut zece copii ajunși la maturitate, toți devenind personalități de marcă ale orașului sau stabilind căsătorii în familii de vază. După Smaranda, al doilea născut al familiei, a fost Constantin Andronescu (1859-1943) devenit doctor în medicină și profesor universitar de ginecologie și igienă la Institutul Agronomic, căsătorit cu Alice Ghika (1875-1964). Al treilea copil a fost Teodora Andronescu (1862-1930) poreclita Bipona, implicată în acțiuni de binefaceri de la vârsta de 14 ani, căsătorită cu Stelian R. Dudau (1857-1918)  mare proprietar și comerciant din Târgoviște. Ceilalți frați și surori au fost Judecător Xenophon Andronescu (n.1864),  Ecaterina căsătorită Ing. Kuelle (n.1866), Elena căsătorită Stematiu (1868-1950),  Sofia căsătorită Gen. Anastasiu (n.1870), Col.Gheorghe Andronescu (1872-1935), Alexandrina Andronescu (1874-1972), Pr. Dumitru Andronescu (n.1890).
Alexandrina Vlădescu era sora mai mică a lui Matei Vlădescu ajuns General de Divizie, erou al Războiului de Independență și Ministru de Război al României. Matei Vlădescu și Alexandrina, alături de alți cinci frați și surori, erau copii Serdarului Mihalache Vlădescu (1800-1868) născut în satul Vlădești de lângă Râmnicu-Vâlcea, stabilit ulterior în Târgoviște, descendent al boierilor Vlădești iar mama lor fusese Ecaterina Brătescu (1808-1847), o descendentă a boierilor Brătescu.

Monumentul „Maica Smara” din parcul Cișmigiu din București, sculptor: Mihai Onofrei

Smaranda a avut două fiice. Una se numea Zoe Garbea Tomellini și a fost căsătorită cu Luigi Tomellini consulul general al României la Genova. Cealaltă fiică a sa se numea Magdalena.
Din versurile sale pentru copii, unele au intrat chiar în tradiția orală, precum “Vine vine primăvara / Se așterne-n toată țara / Floricele pe câmpii / Hai să le-adunăm copii”…).
La sfârșitul secolului al XIX-lea, Smaranda Gheorghiu a condus un cenaclu frecventat și de Mihai Eminescu și a fost prietenă cu iubita acestuia, Veronica Micle.

Ca scriitoare, a colaborat la cele mai importante ziare și reviste ale vremii, între care Convorbiri literare, "Fântâna Blanduziei", Literatorul, Tribuna, Universul.
Ca om de cultură a participat ca membră a unor organizații culturale, atât din România, cât și din străinătate, ca "Dante Alighieri", "Storia et Arte di Roma", "Alianța Universală a Femeilor". 
Ca reprezentantă a României, a participat la mai multe congrese internaționale:
- Congresul orientaliștilor (1889),
- Congresul păcii universale (1900) desfășurat la Paris, unde a propus o soluție de înlăturare a războiului,
- Congresul latin (1902),
- Congresul educației familiale (1913),
- Congresul școlilor în aer liber (1931).

Conform chiar mărturiei sale, pasiunea ei de scriitoare a fost călătoria. A străbătut atât România, cât și multe țări din Europa, între care (Italia, Belgia, Franța, Suedia, Danemarca, Cehoslovacia, Grecia, Germania, Ungaria) precum și din Asia. A scris cărți și a ținut conferințe pentru a relata impresii din aceste călătorii.
Cea mai interesantă și temerară călătorie a întreprins-o în 1904, spre Capul Nord, pe un itinerar ce a cuprins Transilvania, Budapesta, Viena, Praga, Dresda, Berlin, Rostock, Copenhaga, Upsala, Capul Nord în Insula Mageroy. La întoarcere, a vizitat orașul Cristiania (în prezent Oslo), unde s-a întâlnit și a discutat cu Henrik Ibsen). 

### Smara în altă media artistică
- Versuri ale poetei au fost puse pe muzică de compozitori, ca Theodor Fuchs: Țara mea, Călugarenii

## Scrieri

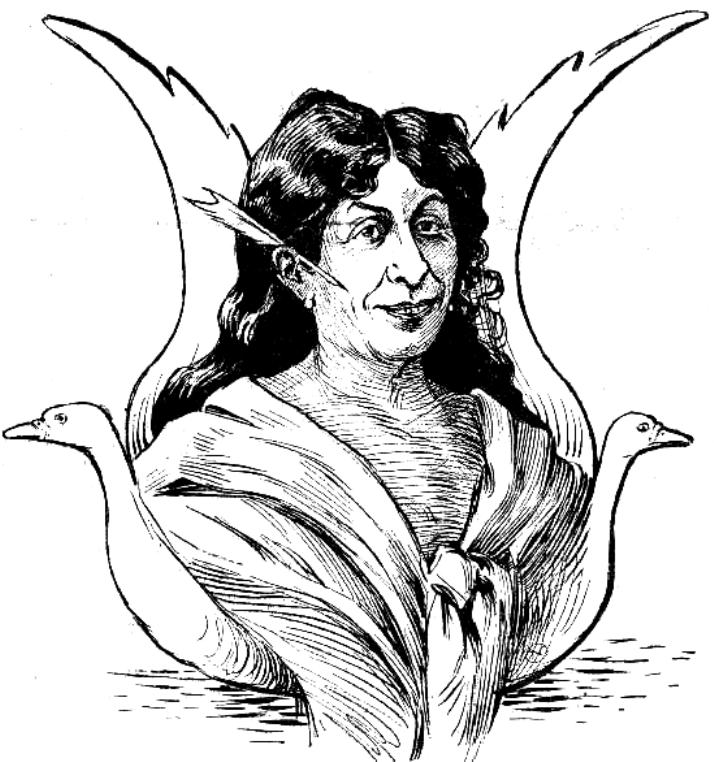
Maica Smara, Furnica, 17 oct 1904. Caricatură de Nicolae S. Petrescu-Găină

### Amintiri din călătorii
- Schițe si amintiri din Italia (1900),
- De la București la Capul Nord (în volumul "Conferințe și discursuri", 1905),
- Schițe și amintiri din Cehoslovacia (1925),
- O româncă spre Polul Nord (1932)

### Beletristică
- Din pana suferinței (1888),
- Novele (1890),
- Veronica Micle (1892),
- Corbul cu pene de aur (1897),
- Mozaicuri (1897).
- Dorul de țară (1904),
- Țara mea (poezii, 1905),
- Băiatul mamii (roman, 1920),
- Simfonii din trecut (1927),
- Dumitrițe brumate (1937),
- Cântă Dorna (1939)
- Schițe din Târgoviște, Editura Pildner & Pildner, Colectia Restitutio, Târgoviște, 2003
- Rănile noastre sociale. Ediție îngrijită de Petre Gheorghe Bârlea și Jozsef Pildner. Editura Pildner&Pildner, Târgoviște, 2005; ISBN 973-7774-04-03.
- Veronica Micle. Ediție îngrijită de Petre Gheorghe Bârlea și Jozsef Pildner. Editura Pildner&Pildner, Târgoviște, 2005; ISBN  973-7774-29-9.
- Inteligența Femeii, Ediție îngrijită de Petre Gheorghe Bârlea și Jozsef Pildner. Editura Pildner&Pildner, Târgoviște, 2007; ISBN 978-973-7774-58-3.

## In memoriam
În amintirea sa, în parcul Mitropoliei din municipiul Târgoviște a fost ridicat un bust, pe care este înscris numele ei întreg, Smaranda Gheorghiu.  De asemenea, o școală gimnazială din Târgoviște îi poartă numele.
Un alt bust al său se găsește în parcul Cișmigiu, din București, pe care este înscris textul Maica Smara Educatoare a poporului, scriitoare, 1857-1944, ca amintire a faptului că a scris literatură pentru copii și tineret, cu accent spre latura educativă a acestei literaturi. 

## Scrieri despre Smaranda Gheorghiu
- Bîrlea Petre Gheorghe, O româncă spre Polul Nord, Editura: Sport-Turism, 1988 [11]
- Alexandrina  Andronescu și  Gheorghe  Bulei: Smaranda  Gheorghiu  -  personalitate  de  frunte  a intelectualității  târgoviștene, în  Valachica,  nr.  14, Târgoviște, 1994, p. 21